# 阿德萬斯 (北卡羅萊納州)
阿德萬斯（英語：Advance）是位於美國北卡羅萊納州戴維縣的普查規定居民點。

## 人口
根據2020年美國人口普查的數據，阿德萬斯的面積為18.69平方千米，當中陸地面積為18.55平方千米，而水域面積為0.14平方千米。當地共有人口1499人，而人口密度為每平方千米80.2人。